# The Queen and I
The Queen and I (in svedese Drottningen och jag) è un documentario svedese del 2008 sulla figura di Farah Pahlavi, ex Imperatrice del moderno Iran.
È stato prodotto e diretto da Nahid Persson Sarvestani, regista iraniana naturalizzata svedese e si sviluppa intorno alla vita dell'ex regnante e quella della regista, entrambe costrette a fuggire dall'Iran dopo la rivoluzione del 1979.

## Trama
Il film si apre con il conferimento del titolo di Shahbanu (Lady of the Shah) a Farah Diba nel 1967, otto anni dopo il matrimonio con lo scià Mohammad Reza Pahlavi. A queste immagini viene descritta l'infanzia di Nahid Persson, una bambina iraniana cresciuta in una povera famiglia, dove il pranzo non era un avvenimento scontato. Nahid fantasticava sui regnanti, ma una volta adolescente diventò attivista contro il regime dello scià: una volta che il re fu esiliato, toccò a sua volta fuggire dall'Iran a causa dell'insediamento di Khomeini.
Nahid racconta di come, dopo numerose email all'ex-imperatrice, sia stata invitata a casa di Farah Pahlavi, a Parigi, per iniziare la realizzazione di un documentario sulla regnante, ma dopo due settimane tutto viene fermato perché viene scoperto il ruolo di militante anti-Shah nel passato di Nahid. Sei mesi più tardi le due donne si incontrano ancora, Farah si convince che il materiale filmato dalla regista non è negativo e decide di continuare le riprese. Insieme partecipano a vari eventi mondani, ma anche passeggiano per le strade di Parigi dove la regnante viene fotografata e riconosciuta con calore. Mentre da un lato, viene descritto lo status di Farah, come regnante in esilio e attivista per il suo paese con la fondazione Iranian Children's Foundation, viene esplorato il passato delle due donne. Dai momenti concitati della partenza dello scià e consorte dall'Iran fino all'accoglienza in America, Panama ed Egitto per la regnante a quello di Nahid, il cui fratello fu fucilato dai sostenitori di Khomeini e fu costretta a fuggire dall'Iran, ottenere un passaporto falso e chiedere asilo in Svezia.
Verso la fine del film, Nahid accompagna Farah al Cairo, dove è situata la tomba dello Shah e a Washington, per un ricevimento lealista monarchico che riconosce Reza Pahlavi come attuale regnante dell'Iran. Nahid ha così modo di esplorare i pensieri dei monarchici e più volte nel corso del documentario vengono affrontati temi delicati con Farah, come il pugno duro del regime dello scià e le repressioni di Khomeini. Le due donne non arrivano mai ad un convincimento l'una dell'altra, bensì al rispetto reciproco e ad un'improbabile amicizia.

## Riconoscimenti
Guldbagge - 2009
Candidatura miglior documentario